# Édouard Chevreux
Édouard Chevreux (Parigi, 10 novembre 1846 – Annaba, 10 gennaio 1931) è stato un biologo francese, specializzato in biologia marina.

## Biografia
Esperto di carcinologia, Chevreux era specializzato in particolare nello studio degli appartenenti all'ordine degli anfipodi, un ordine di crostacei della classe malacostraca. 
Sempre nell'ambito della ricerca sugli anfipodi, prese parte a diverse spedizioni di ricerca come quelle a bordo della goletta Melita lungo le coste delle isole Canarie e del Senegal, dell'Algeria e della Tunisia.
Nel 1918 fu a capo della Società zoologica di Francia (in francese Société zoologique de France).
Tra le sue varie pubblicazioni spicca la sezione "Amphipodes" della celebre enciclopedia Faune de France, di cui fu coautore, assieme a Jean-Louis Fage (1883–1964), nel 1925.
I generi Chevreuxius e Chevreuxiella sono stati così battezzati in suo onore, così come numerose specie di crostacei.

## Pubblicazioni selezionate
- Sur le Gammarus berilloni catta
- Voyage de la goëlette "Melita" aux Canaries et au Sénégal, 1889–1890, (1891) – Viaggio della goletta "Melita" nelle isole Canarie e in Senegal, 1889–1890.
- Amphipodes provenant des campagnes de l'Hirondelle (1885–1888), (1900) – Anfipodi dalla campagna di ricerca della "Hirondelle" (1885–1888).
- Paracyphocaris praedator; type d'un nouveau genre de Lysianassidae, (1905) – "Paracyphocaris praedator"; un nuovo genere della famiglia dei Lysianassidae.
- Amphipodes, (1906) – Anfipodi
- Crustacés amphipodes, (1906) – Crostacei anfipodi
- Orchomenella lobata: nouvelle espèce d'amphipode des régions arctiques, (1907) – "Orchomenella lobata", una uova specie di anfipodi della regione Artica.
- Campagnes de la Melita; les amphipodes d'Algérie et de Tunisie, (1910) – Campagne della goletta "Melita"; anfipodi da un viaggio in Algeria e Tunisia.
- Amphipodes provenant des campagnes scientifiques du prince Albert Ier de Monaco – Anfipodi dalle spedizioni scientifiche del Principe Alberto I di Monaco.[3][4]